# Alaptus immaturus
Alaptus immaturus är en stekelart som beskrevs av Perkins 1905. Alaptus immaturus ingår i släktet Alaptus och familjen dvärgsteklar. Inga underarter finns listade i Catalogue of Life.